# Наумкін Олексій Євгенович
Олексій Євгенович Наумкін (нар. 27 жовтня 1977, Київ — пом. 8 січня 2020, Тегеран) — український льотчик. Пілот-інструктор авіакомпанії Міжнародні авіалінії України. Пілот-інструктор рейсу PS752 Boeing 737—800.

## Життєпис
Закінчив Київський національний авіаційний університет, мав більше 12 тисяч годин нальоту, в тому числі 6600 годин на Boeing 737. Провів навчання десятків других пілотів і командирів, що працюють в МАУ.
Походив із сім'ї льотчиків. Його батько Євген Іванович Наумкін — штурман-випробувач на заводі «Антонова», а сестра і дружина теж навчалися в авіаційному університеті.
8 січня 2020 року загинув в результаті збиття літака Boeing 737 рейсу PS752 авіакомпанії «Міжнародні авіалінії України» ракетами Протиповітряної оборони Ірану. За словами офіційних представників Ірану, причиною трагедії став людський фактор.
Похований на Берковецькому кладовищі у Києві разом із командиром літака Володимиром Гапоненком.

## Нагороди
- Звання Герой України з удостоєнням ордена «Золота Зірка» (29 грудня 2020, посмертно) — за героїзм і самовіддані дії, виявлені під час виконання службового обов'язку[8]